# 11 Pułk Czołgów

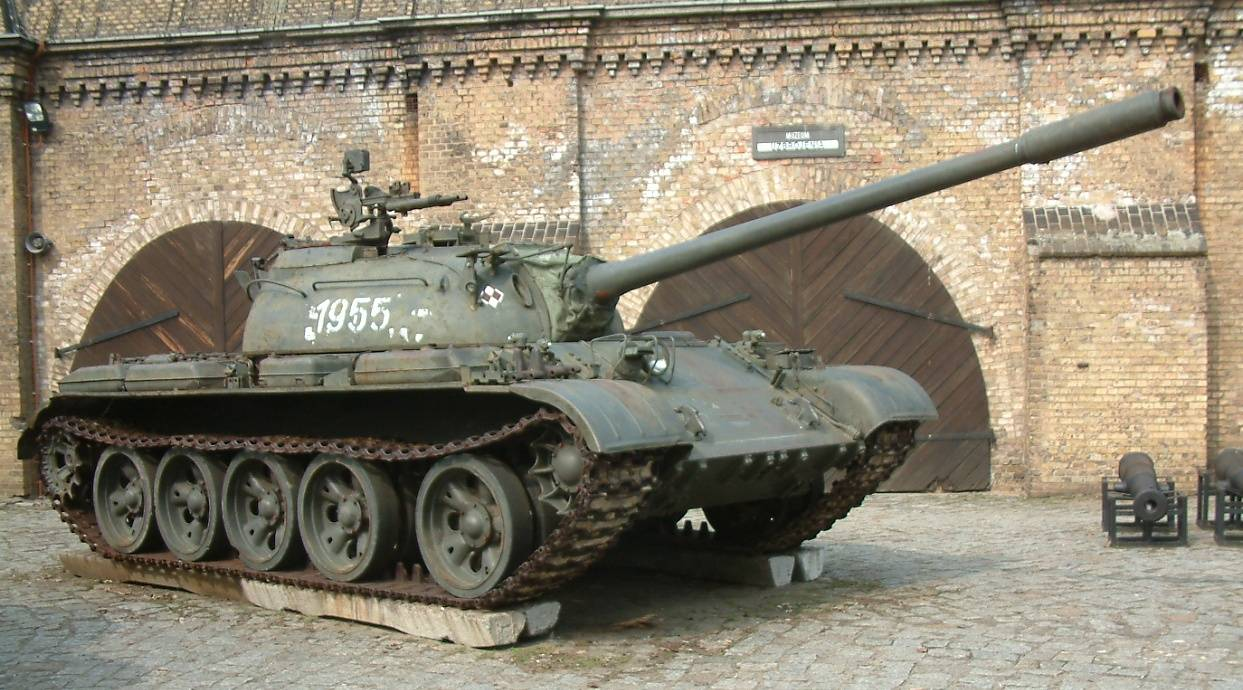
Czołg podstawowy pułku – T-55

11 Pułk Czołgów Średnich (11 pcz) – oddział wojsk pancernych ludowego Wojska Polskiego.

## Formowanie i zmiany organizacyjne
Wiosną 1951 roku, w garnizonie Giżycko, został sformowany 11 samodzielny pułk czołgów. Jednostka została zorganizowana na podstawie „Planu zamierzeń organizacyjnych na lata 1951-1952". Pułk był bezpośrednio podporządkowany dowódcy Warszawskiego Okręgu Wojskowego. 

Struktura pułku obejmowała sześć kompanii czołgów średnich, batalion artylerii pancernej, kompanię technicznego zaopatrzenia oraz plutony: łączności i saperów. Uzbrojenie pułku stanowiły: 63 czołgi średnie T-34/85 i 18 ciężkich dział pancernych ISU-122. W grudniu 1952 nastąpiła zmiana etatu samodzielnego pułku czołgów. W pułku znajdowały się teraz tylko trzy kompanie czołgów średnich i jedna kompania dział pancernych. Spowodowało to zmniejszenie ogólnej liczby podstawowego sprzętu bojowego do 30 czołgów i 5 dział pancernych.
W 1955 oddział został włączony w skład 15 Dywizji Zmechanizowanej i przeformowany w 11 pułk czołgów i artylerii pancernej. W 1957 roku pułk wszedł w skład 1 Warszawskiej Dywizji Zmechanizowanej im. Tadeusza Kościuszki.
W 1990 jednostka została przeformowana i przemianowana na 2 pułk zmechanizowany. Numer "2" oddział przejął po rozformowanym 2 Berlińskim pułku zmechanizowanym ze Skierniewic.
W 1994 roku na bazie pułku została utworzona 15 Giżycka Brygada Zmechanizowana im. Zawiszy Czarnego.

## Struktura organizacyjna
1952
dowództwo pułku
- trzy kompanie czołgów średnich
- jedna kompania dział pancernych

Razem: 30 czołgów i 5 dział pancernych
1970
- dowództwo i sztab – 1 T-55AD
- pięć kompanii czołgów – 16 T-55A
- kompania rozpoznawcza – 7 BRDM-2
- bateria plot – 6 ZU-23-2, 4 S-2
- kompania saperów – 4 BLG-67M, BRDM-2, 5 SKOT Inż.
- kompania łączności
- kompania medyczna
- kompania remontowa
- kompania zaopatrzenia
- pluton ochrony i regulacji ruchu
- pluton chemiczny

## Żołnierze
Dowódcy pułku
- mjr Wiesław Cegłowski 10.1951 – 22.10.1953
- płk Stanisław Komski 22.10.1953 – 31.12.1961; przerwa od 31.10.1956 do 31.10.1957 na czas szkolenia na kursie dowódców pułku, w tym czasie pełniącymi obowiązki byli:
  - kpt. Ryszard Markowski, z-ca ds. polit. 31.10.1956 – 11.02.1957
  - mjr Stanisław Fiutek, zca ds. liniowych 11.02.1957 r. – 14.07.1957 r.
  - ppłk Wacław Feryniec, dowódca 33 Pułku Czołgów w Zambrowie po jego rozformowaniu 14.07.1957 – 31.10.1957
- płk dypl. Wiesław Kociołek 1.01.1962 – 02.1966
- płk dypl. Henryk Godleś – 02.1966 – 10.1970
- płk dypl. Józef Gierałtowski – 10.1970 – 27.10.1974
- ppłk dypl. Czesław Laszczkowski – 27.10.1974 – 13.12.1977
- mjr dypl. Tadeusz Bazydło – 13.12.1977 – 08.1980
- płk dypl. Sławomir May – 8.1980 – 30.09.1989